# Camille Cabana
Pour les articles homonymes, voir Cabana.
Camille Cabana est un homme politique français, né le 11 décembre 1930 à Elne (Pyrénées-Orientales) et mort le 2 juin 2002 à Paris 7e.
Il est issu d'un milieu paysan très modeste d'origine espagnole par son père, immigré en France dans les années 1920. Il a souvent été cité en exemple pour avoir su intégrer l'ENA, mais par la voie interne.

## Biographie

### Origines, formation et début de carrière
Camille Jacques Lucien Cabana naît le 11 décembre 1930 à Elne dans les Pyrénées-Orientales. Il est le fils d'Étienne Cabana, un Espagnol communiste et antifranquiste immigré en France, dans les Pyrénées-Orientales, dans les années 1920. Après avoir travaillé comme mineur à Batère (massif du Canigou) et s'être marié à Baptistine Badie, il s'installe à Elne avec sa femme, comme maraîcher. Le couple a déjà une fille, Noëlle (née en 1929), lorsque naît Camille.
Après des études secondaires au lycée François-Arago de Perpignan, il devient fonctionnaire           à la Poste, nommé au Maroc. Puis, il intègre par la voie interne la promotion Blaise-Pascal de l'ENA. Parlant et écrivant l'arabe, Camille Cabana reste toute sa vie un partisan du rapprochement des cultures franco-arabes.

### Carrière
À sa sortie de l'ENA, sous-préfet à Grenoble, sous l'égide de Maurice Doublet, préfet de l'Isère, Camille Cabana participe à la mise en place des Jeux olympiques d'hiver qui se tiennent en 1968. Rejoignant Maurice Doublet, nommé préfet à Paris, il devient chef de cabinet à la préfecture de police. À l'occasion de la première élection de Jacques Chirac à la mairie de Paris en 1977, il rejoint son équipe et occupe successivement les postes d'adjoint à l'urbanisme puis aux finances, jusqu'à sa nomination au poste de secrétaire général de la ville de Paris.
Sous le second gouvernement Chirac de 1986 à 1988, il occupe plusieurs postes de ministre délégué : ministre délégué à la Privatisation, ministre délégué à la Réforme administrative et ministre délégué aux Rapatriés. Il devient sénateur RPR de Paris le 10 février 1991 et le reste jusqu'aux élections de 1995.
Au début de 1996, Camille Cabana prend la succession d'Edgard Pisani à la présidence de l’Institut du monde arabe, alors dans une situation financière délabrée. Il y organise de grandes manifestations culturelles et s'investit dans de nombreuses missions de rapprochement politique dans le monde arabe, dont il devient un ambassadeur reconnu.
Camille Cabana aimait à dire : « j'appartiens à l'espèce rarissime des énarques qui ne sont pas bacheliers ».
Il meurt le 2 juin 2002 dans le 7e arrondissement de Paris, à l'âge de 71 ans. Il est inhumé au cimetière d'Elne (Pyrénées-Orientales).

## Postérité
Sur la suggestion de son fils Pierre et à l'initiative de Jacques Chirac, une rue Camille-Cabana est inaugurée en 2005 à Marrakech  (Maroc) ; une autre l'est dans son village natal d'Elne, dans les Pyrénées-Orientales.

## Fonctions gouvernementales
- Ministre délégué auprès du ministre de l'Économie, des Finances et de la Privatisation, chargé de la Privatisation du gouvernement Jacques Chirac (2) (du 20 mars au 19 août 1986).
- Ministre délégué auprès du Premier ministre, chargé de la Réforme administrative du gouvernement Jacques Chirac (2) (du 19 août 1986 au 28 septembre 1987).
- Ministre délégué auprès du Premier ministre, chargé des Rapatriés et de la Réforme administrative du gouvernement Jacques Chirac (2) (du 28 septembre 1987 au 12 mai 1988).

## Distinctions
- Commandeur de la Légion d'honneur (France) (2001)[5]
- Officier de l'ordre national du Mérite (France)
- Officier de l'ordre des Palmes académiques (France)
- Officier de l'ordre des Arts et des Lettres (France)
- Chevalier de l'ordre du Mérite agricole (France)
- Médaille de la jeunesse, des sports et de l'engagement associatif, bronze (France)
- Grand cordon de l'ordre du Ouissam alaouite (Maroc)[6]